# Vladimir Perišić
Vladimir Perišić (serbisch-kyrillisch Владимир Перишић; * 1976 in Belgrad) ist  ein serbischer Filmregisseur und Drehbuchautor.

## Leben
Vladimir Perišić wurde 1976 in Belgrad geboren, damals Hauptstadt von Jugoslawien. Von 1995 bis 1997 studierte Perišić Filmregie an der Fakultät für Schauspielkunst an der Universität Belgrad und von 1997 bis 1999 Moderne Literatur an der Universität Paris VII. Er blieb in Paris und studierte anschließend bis 2003 Regie an der La Fémis.
Sein Abschlussfilm Dremano Oko wurde 2003 im Rahmen der Cinéfondation-Auswahl in Cannes vorgestellt. Sein erster Spielfilm Ordinary People wurde im Rahmen der Semaine de la critique in Cannes erstmals gezeigt. Bei dem kollektiven Film Les Ponts de Sarajevo war er als einer von 13 Regisseuren, unter anderem Jean-Luc Godard und Ursula Meier, für das Segment Au gré de nos ombres verantwortlich. Der Film wurde im Rahmen einer Sonderaufführung im Mai 2014 bei den Filmfestspiele in Cannes vorgestellt. Perišićs zweiter Spielfilm Lost Country feierte im Mai 2023 bei den Filmfestspielen in Cannes seine Premiere, wo der Film in der Nebensektion Semaine de la critique gezeigt wurde.
Im Jahr 2024 wurde Perišić beim 77. Filmfestival von Cannes als Jurymitglied des Kurzfilmwettbewerbs und der Sektion La Cinéf bestimmt.

## Filmografie
- 2003: Dremano oko (Kurzfilm)
- 2009: Ordinary People
- 2014: Les Ponts de Sarajevo (Segment Au gré de nos ombres)
- 2017: À discrétion
- 2023: Lost Country

## Auszeichnungen
Chicago International Film Festival
- 2023: Nominierung im New Directors Competition (Lost Country)[7]

Internationale Filmfestspiele von Cannes
- 2009: Nominierung für die Caméra d’Or (Ordinary People)
- 2009: Nominierung für den Grand Prix der Semaine de la critique (Ordinary People)
- 2023: Nominierung für den Grand Prix der Semaine de la critique (Lost Country)

São Paulo International Film Festival
- 2023: Nominierung im New Directors Competition (Lost Country)[8]

Sarajevo Film Festival
- 2009: Auszeichnung mit dem FIPRESCI-Preis (Ordinary People)
- 2009: Auszeichnung als Bester Film mit dem „Herz von Sarajevo“ (Ordinary People)
- 2023: Nominierung für das „Herz von Sarajevo“ (Lost Country)[9]